# 백제악
백제악(百濟樂)은 일본 궁중에서 백제의 음악인들이 연주한 음악으로, 일본 내에서는 구다라쿠(くだらがく)라고 불린다.
《고려사》 〈악지(樂志)〉에 선운산(禪雲山)·무등산(無等山)·방등산(方等山)·정읍(井邑)·지리산(智異山) 등 5종이 기재되었고, 《수서》 〈동이전(東夷傳)〉에는 백제기(百濟伎)로 투호(投壺)·위기(危機)·악삭·농주지희(弄珠之戱)를 들고 있는데, 백제악은 고구려악과는 달리 수(隋)의 9부기(九部伎)에 들지 못했다. 그 이유는 주로 중국 남조악(南朝樂)인 청악계(淸樂系)의 영향을 받은 반면 당시 유행하던 서역계(西域系)의 음악을 채용하지 않았던 것에서 찾을 수 있다.
일본의 악서(樂書)인 《악가록(樂歌錄》에는 백제의 악인(樂人)이 554년에 백제악을 전했다고 기록되어 있고, 《일본서기(日本書紀)》에는 백제 무왕 13년(612)에 백제인 미마지(味摩之)가 기악을 남중국(南中國)인 오에서 배워 일본에 전했다고 기록하고 있다. 중앙아시아에서 시작된 기악이 백제를 거쳐 일본에 전해지고 양국의 예능 발달에 획기적인 영향을 끼쳤다고 해석된다.